# Морозова, Алла Леонтьевна
Алла Леонтьевна Морозова (род. июль 1939) — советская, украинская и российская ученая-биолог, директор Института биологии южных морей АН УССР (1982—1988). Директор Карадагского природного заповедника НАНУ (1999—2015).

## Биография
Родилась в 1939 году. Закончила Саратовский государственный университет, по специальности биолог. Кандидат биологических наук, старший научный сотрудник. В Крыму с августа 1962 года. Работала на Карадагской биологической станции, в Карадагском отделении Института биологии южных морей НАН Украины, научный сотрудник, учёный секретарь.
В 1971 году по результатам исследований Алла Леонтьевна успешно защитила кандидатскую диссертацию по специальности «биохимия» в Институте Эволюционной физиологии и биохимии им. А. Н. Сеченова в Ленинграде.
В 1970—1977 годах под руководством директора А. Л. Морозовой было осуществлено проектирование и строительство первого в СССР экспериментального гидробионического комплекса для работы с морскими млекопитающими. Торжественное открытие дельфинария происходило при участии Президента АН, академика АН УССР Б. Е. Патона. Она также осуществила идею создателей станции о заповедании Карадага, которая была поддержана Академией наук УССР. В 1979 году решением Правительства организован Карадагский государственный заповедник в системе Академии наук УССР, изначально на правах структурного подразделения входивший в состав КО ИнБЮМ (позже филиала) Института. В 1997 году заповедник получил статус юридического лица, и Карадагское отделение было переименовано в Карадагский природный заповедник Национальной Академии наук Украины.
С 1982 и по 1988 год — Морозова директор Института биологии южных морей АН УССР в Севастополе. С 1989 по 1993 год — научный консультант в исследовательском центре Конакри-Рогбане (CERESCOR) в Гвинейской республике, где возглавляла лабораторию гидробиологии.
С 1999 года директор Карадагского природного заповедника НАНУ, заместитель директора Института биологии южных морей.
В украинский период была проделана большая организационно-правовая работа по созданию заповедника директором — А. Л. Морозовой. Были проведены кадастровые работы по вынесению границ заповедника. В российский период границы были уточнены и данные о границах заповедника были занесены в госкомрегистр. Также в украинский период Морозовой были согласованы участки охранной зоны заповедника с Коктебельским поселковым советом и Щебетовским поселковым советом. Оставила должность 31 августа 2015 года.

## Исследования
Основные научные направления Морозовой А. Л. — экологическая сравнительная биохимия, физиология гидробионтов. Первые работы были посвящены изучению изменчивости биохимического состава тканей рыб в зависимости от сезона, годовых циклов и особенностей экологии. Позднее она сосредоточилась на изучении влияния мышечных нагрузок рыб и их естественной двигательной активности на особенности энергетического обмена, выявлении роли углеводных субстратов и фосфорсодержащих соединений в обеспечении локомоции рыб.
А. Л. Морозовой опубликовано более 70 научных трудов.

## Награды
Награждена государственными наградами, почётными грамотами.
- Орден «Знак Почета» (1986),
- Орден Княгини Ольги III ст. (1999)
- Почетной грамотой Президиума НАН Украины (1999)
- Почетной грамотой Совета Министров АР Крым (1999)
- Почетной грамотой Верховной Рады Украины (2004)
- медалями.